# The Great Garrick
The Great Garrick ist eine US-amerikanische Filmkomödie unter Regie von James Whale aus dem Jahr 1937. Der Film basiert auf dem Stück Ladies and Gentlemen von Ernest Vajda und entwirft eine fiktionale Episode aus dem Leben von David Garrick, einem schillernden englischen Bühnenstar des 18. Jahrhunderts.

## Handlung
London im Jahr 1750: David Garrick, der berühmteste Schauspieler Englands, erklärt im Anschluss an eine gefeierte Vorstellung von Hamlet, dass er nach Paris reisen werde, um dort die nächsten Monate bei der berühmten Comédie-Française aufzutreten. Das Publikum reagiert zunächst enttäuscht und bewirft Garrick mit Gemüse, bis er einen angeblichen Brief der Comédie-Française herausholt, in dem diese darum „flehen“ würden, Garrick bei sich zu haben. Ein Zuschauer treibt das auf die Spitze und ruft hinein, dass die Franzosen wollen, dass Garrick ihnen das Schauspielen beibringt. Schließlich schreit das ganze Publikum voller Patriotismus: „Teach the French!“. Die Schauspieler der Comédie-Française in Paris erfahren davon und glauben, Garrick habe gesagt, er müsse sie belehren. Sie sinnen daher auf Rache. Der bekannte Schriftsteller Beaumarchais entwirft ihnen eine Handlung, mit der sie Garrick öffentlich demütigen und zugleich zeigen wollen, dass sie keinen Schauspielunterricht von ihm nötig haben. 
Die Schauspieler haben die Rechnung allerdings ohne ihren Souffleur Jean Cabot gemacht. Der alte Mann hatte vor einigen Jahren als zweiter Totengräber in Hamlet an Garricks Seite gespielt und bewundert diesen seitdem inbrünstig. Er hält Garrick im Gegensatz zu den anderen für unschuldig, reitet aus Paris und kann ihn vorwarnen. Cabot rät Garrick, auf direktem Weg nach Paris zu reisen, aber diesen reizt die ganze Situation sehr. Anders denkt Garricks Diener und Begleiter Tubby, der sich vor möglicher Gewalt durch die Schauspieler fürchtet. 
Unterdessen mieten die Schauspieler das Gasthaus Adam and Eve, in dem Garrick auf seinem Weg nach Paris eine Nacht verbringen soll, und bereiten ihre Rache vor. Ein scheinbar tödliches Duell mit Schwertern, eine Schießerei zwischen einem Ehemann und dem Liebhaber seiner Frau sowie ein brutaler Schmied sollen Garrick Angst machen. Der Kleindarsteller Basset pocht erfolgreich darauf, eine größere Rolle als wahnsinnig gewordener Kellner zu bekommen. Als Garrick am Gasthaus ankommt, verläuft wenig wie geplant. Der angebliche Schmied ist offenbar betrunken und zerstört zur falschen Zeit, als Garrick noch anwesend ist, eines der Räder von Garricks Kutsche. Picard gibt sich als Gastwirt aus, doch er – der sonst stets Könige spielt – ist dabei so pompös, dass Garrick sofort durch seine Verkleidung sieht. Garrick zeigt sich von den theatralischen Einlagen der Schauspieler keineswegs so verängstigt, wie sich die Schauspieler das erhofft hatten. 
Im Gasthaus erscheint eine junge Frau namens Germaine, deren Kutsche eine Panne hatte und von der Garrick fälschlicherweise glaubt, sie gehöre zur Comédie-Française. Da angeblich kein Platz für Germaine kein Platz im Gasthaus sei (die Schauspieler wollen sie schnell wieder loswerden), bietet Garrick ihr seinen Raum an. Sie erzählt Garrick, dass sie eigentlich eine Gräfin und vor einer von ihrem Vater arrangierten Ehe geflohen sei. Germaine verliebt sich in Garrick und auch er findet sie charmant, ist aber immer noch davon überzeugt, eine Schauspielerin vor sich zu haben. Gegen Ende des langen Abends verkleidet sich Garrick als der Darsteller des Schmiedes und gibt vor, im betrunkenen Zustand versehentlich Garrick ermordet zu haben. Die entsetzten Schauspieler wollen fliehen. Da enthüllt Garrick seine Identität und zeigt den blamierten Schauspielern die Schwächen ihrer Darstellungen auf. Er bekräftigt aber auch, die Comédie-Française zu verehren und mit ihr spielen zu wollen. Dann sucht Garrick Germaine auf, die sich während der Enthüllung in ihrem Zimmer befunden hatte, und kritisiert sie als schlechte Schauspielerin in ihrer „Rolle“ als Liebhaberin. Das Missverständnis zwischen den beiden klärt sich zunächst nicht auf.
Ein paar Wochen später soll Garrick in der Rolle des Don Juan erstmals mit der Comédie-Française auf der Bühne stehen. Er wundert sich, die „Schauspielerin“ Germaine seit dem Abend im Gasthaus nicht mehr wiedergesehen zu haben, und erfährt von Picard, dass sie gar keine Schauspielerin ist. Garrick realisiert, dass ihre Gefühle für ihn echt waren und auch er sich in sie verliebt hat, und sinnt darüber, dass er echte Gefühle nicht von schlechtem Schauspiel unterscheiden könne. Als er im traurigen Gemütszustand vor das Publikum tritt, um mitzuteilen, dass er heute Abend nicht spielen könne, entdeckt er plötzlich Germaine in einer Loge. In der Souffleursbox hält Jean Cabot ein Schild hoch, dass er Germaine getroffen und die ganze Situation auf erfreuliche Weise aufgeklärt habe. Garrick hält eine Rede über seine frisch gewonnene Liebe, dem Publikum erklärt er, dass es sich um Frankreich handele, aber eigentlich meint er Germaine. Die wirft eine Blume zu ihm auf die Bühne.

## Produktionshintergrund
James Whale, der eigentlich bei Universal Studios unter Vertrag stand, wurde für diesen Film an Warner Brothers ausgeliehen. In den Hauptrollen agiert Brian Aherne mit Olivia de Havilland, er wurde später durch seine Heirat mit Joan Fontaine der Schwager von De Havilland. Der bekannte Charakterdarsteller Albert Dekker gab als eines der Mitglieder der Schauspieltruppe sein Spielfilmdebüt. The Great Garrick wurde, trotz guter Kritikerstimmen, an den Kinokassen zu einem Misserfolg.
Für das Szenenbild war Anton Grot verantwortlich, als Regieassistent fungierte Sherry Shourds, und Milo Anderson entwarf die Kostüme. Während Lana Turner in ihrer zweiten Filmrolle als eine der Pariser Schauspielerinnen zu sehen ist, spielt der später als Science-Fiction-Autor berühmte Fritz Leiber Jr. den Fortinbras in der Hamlet-Aufführung.

## Kritiken
Jonathan Rosenbaum bezeichnete The Great Garrick als das „wohl vernachlässigste von Whales besseren Werken“. Es handele sich um eine „urkomische Historienfarce“ mit einer „erfreulichen Besetzung“, die durch das Drehbuch viele Chancen zum Glänzen bekomme: „Ausgelassen und übermütig, hilft dieser Spaß von einem Film dabei, die These des Kritikers Tom Milne zu rechtfertigen, wonach Whale in etwa ein prämoderner Jean-Luc Godard war; selten wurden die Kunst und der Genuss des Schauspiels, hier demonstriert in zahllosen Varianten des Überspielens, mit einer solchen selbstreflexiven Energie dargestellt (...)“. Als das American Film Institute seine Liste der 100 besten amerikanischen Filme aller Zeiten aufstellte, setzte der von dieser Liste enttäuschte Rosenbaum The Great Garrick auf seine Alternativliste der 100 besten Filme, die nicht vom American Film Institute berücksichtigt wurden.
Dennis Schwartz war der Meinung, dass der Film „mehr Aufmerksamkeit und Zuneigung verdiene“, es sei einer von „Whales spaßigsten Filmen“ und zeige, dass er auch außerhalb des Horrorgenres großartige Filme gemacht habe. Brian Aherne überzeuge in der Hauptrolle des etwas eingebildeten Schauspielers mit dem „richtigen Maß an launenhaftem Stolzieren“. Es sei eine „durchweg erfreuliche romantische Komödie“ mit einer „Ensemblebesetzung in feiner Form“.